# Sanfranciský systém lanových tramvají
Sanfranciský systém lanových tramvají je poslední manuálně ovládaný systém lanových tramvají (též kabelových tramvají) na světě a symbol města San Franciska. Systém je součástí sítě intermodální městské dopravy provozované Sanfranciským dopravním podnikem (San Francisco Municipal Railway), kam rovněž patří samostatná skupina historických tramvají, které jezdí na linkách E Embarcadero a F Market & Wharves, a moderní systém lehkého metra neboli Muni Metro. Z celkem 23 linek lanové tramvaje vybudovaných v letech 1873 až 1890 se do dnešních dní dochovaly pouze tři, z čehož jedna kombinuje části dvou dřívějších linek – z centra města od náměstí Union Square do oblasti přístaviště Fisherman's Wharf – a třetí trasa vede po Kalifornské ulici (California Street).
Lanové tramvaje sice využívají i lidé dojíždějící z okolí do práce ve městě, nicméně drtivá většina z milionů cestujících, kteří tento systém každoročně využívají, jsou turisté. Proto se může čekání na nástup často protáhnout až na dvě hodiny, případně i na delší dobu. Sanfranciské lanové tramvaje totiž patří spolu s ostrovem Alcatraz, mostem Golden Gate a přístavištěm Fisherman's Wharf k nejvýznamnějším turistickým atrakcím ve městě.
Sanfranciský systém lanových tramvají je zapsán v americkém Národním registru historických památek a spolu s neworleánskou tramvajovou tratí St. Charles Streetcar Line patří k pouze dvěma tratím městské hromadné dopravy, jež byly jmenovány Národní historickou památkou Spojených států.

## Historie

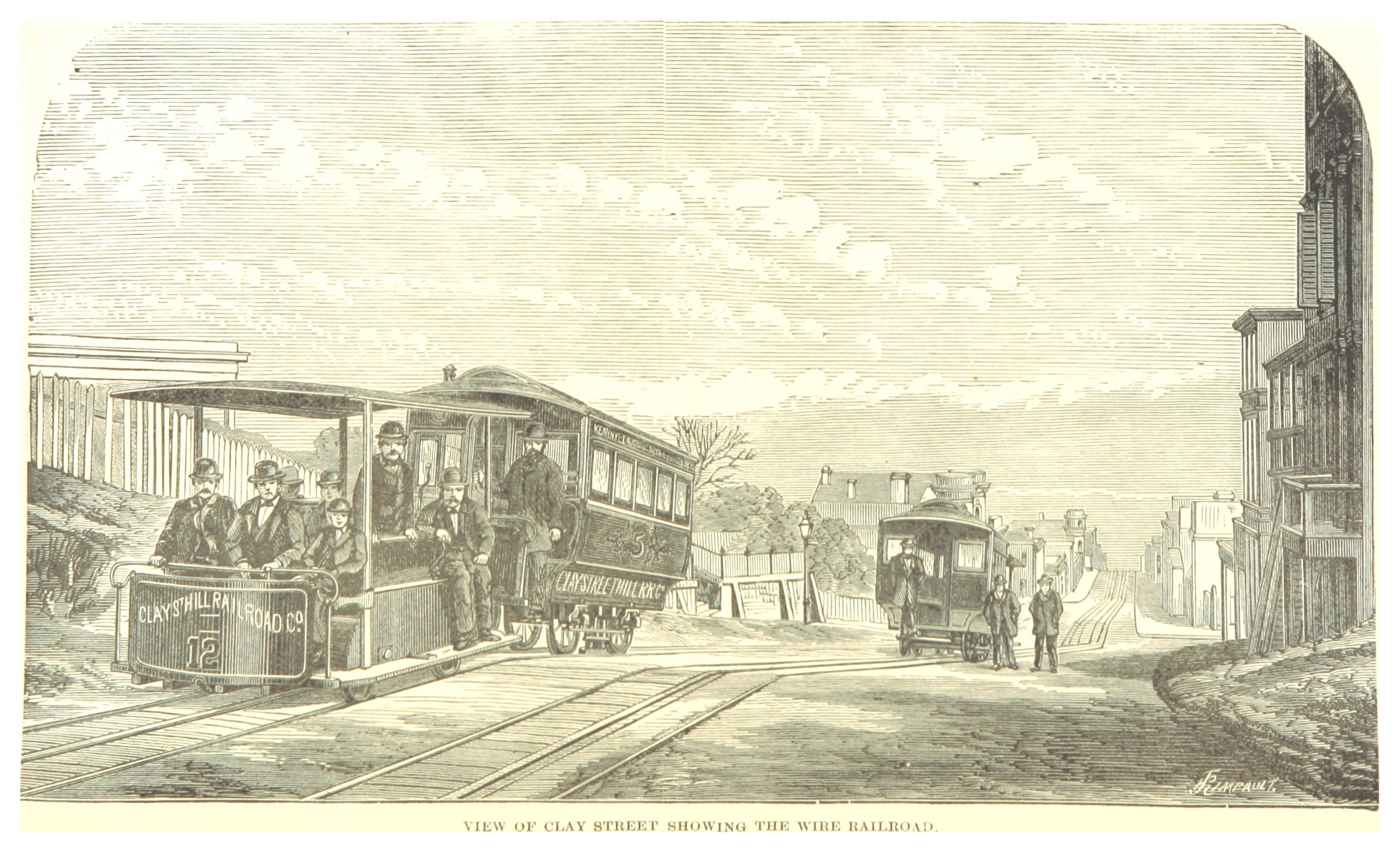
Počátky provozu Clay Street Hill Railroad

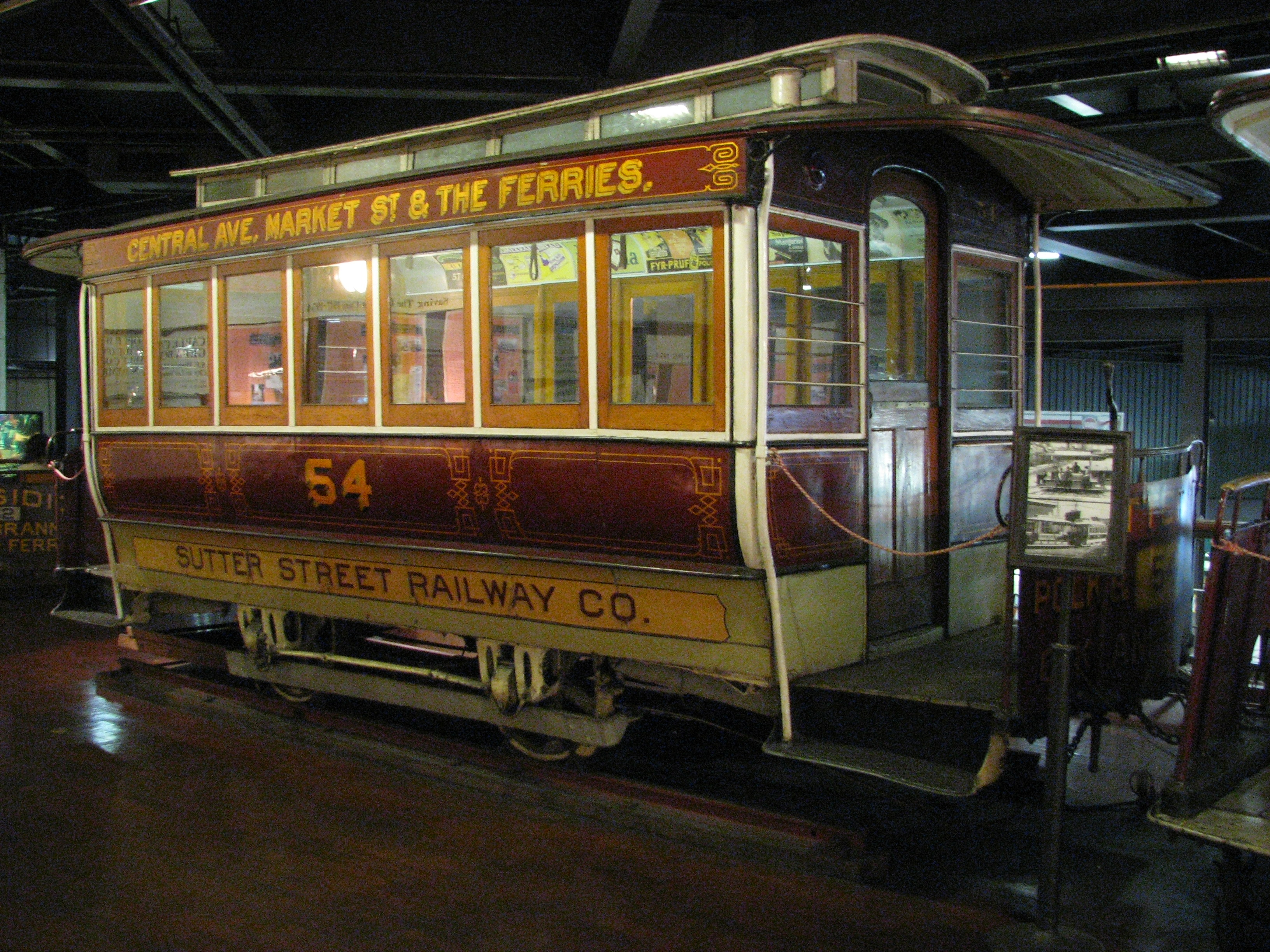
Dochované vozidlo lanové tramvaje z trati Sutter Street

První úspěšnou tratí městské dopravy v San Francisku, jejíž vozidla uvádělo do pohybu nepřetržitě běžící lano ukryté pod povrchem vozovky, byla takzvaná Clay Street Hill Railroad. Její provoz začal 2. srpna 1873. Duchovním otcem trati byl podnikatel Andrew Smith Hallidie a jejím projektantem inženýr William Eppelsheimer. Oba dva si během výstavby a provozu trati nechali patentovat několik vynálezů. Na trati se používala tažná vozidla vybavená svěracím zařízením (unášedlem), jež dokázalo „uchopit“ či uvolnit tažné lano a k němuž byl připojen vlečný vůz.
Pravidelný provoz na trati začal 1. září 1873 a její úspěch vedl k tomu, že se stala předlohou pro další systémy lanových tramvají po světě. Díky své úspěšné obchodní politice, kdy se mu dařilo vnutit budovatelům těchto systémů využití jeho patentů, Andrew Smith Hallidie velmi zbohatl. Další tratí lanové tramvaje, jež následovala, byla Sutter Street Railway, kterou v roce 1877 přestavěli z koněspřežné dráhy. Její vozidla byla nově vybavena bočním unášedlem a ovládáním páky. Obojí si nechal patentovat Henry Casebolt. Tento nápad se zrodil, protože Henry Casebolt odmítal platit A. S. Hallidiemu vysoké licenční poplatky (50 000 dolarů ročně) za použití jeho patentu. Boční unášedlo umožňovalo lanovým tramvajím přejíždění křižujících se tratí.

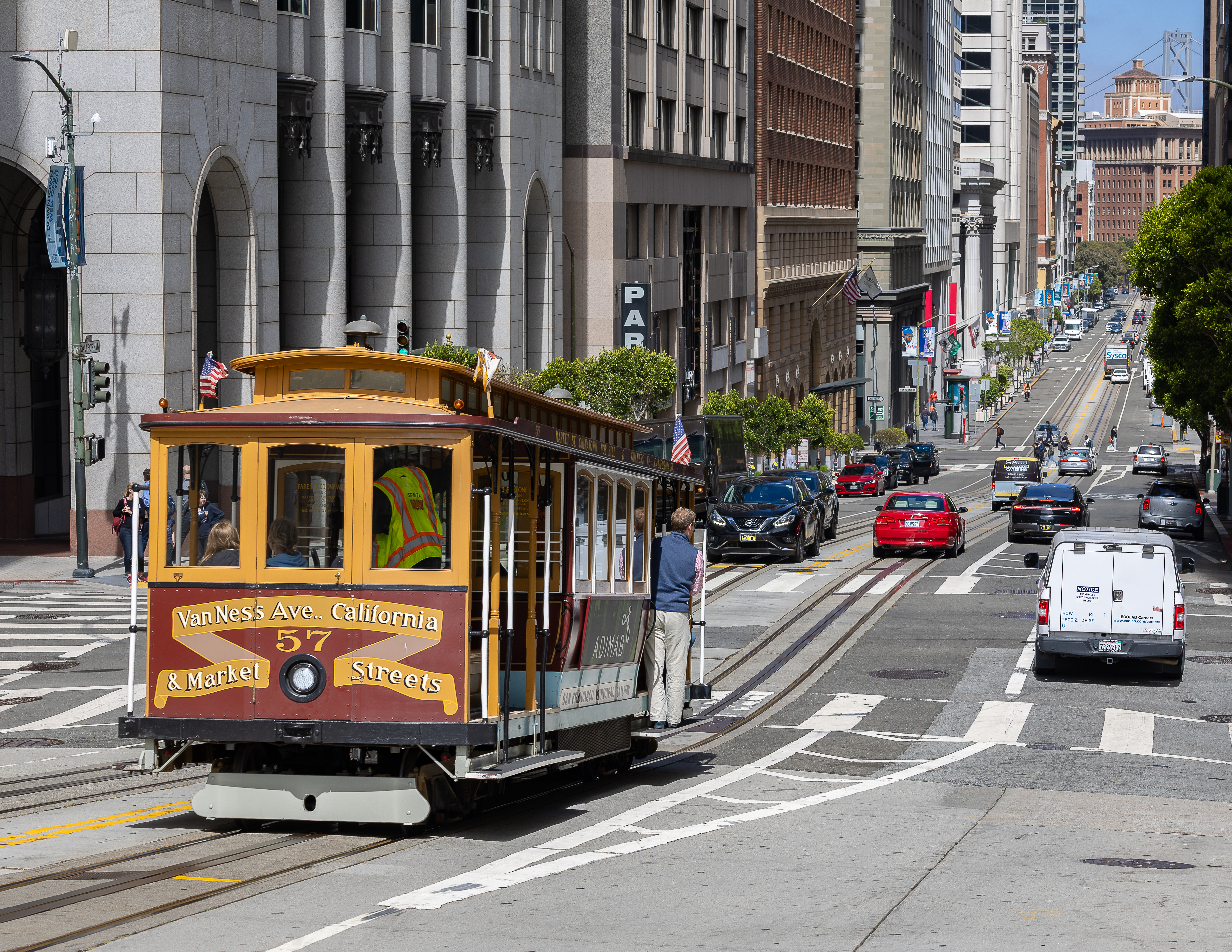
Vozidlo společnosti California Street Cable Railroad

Následujícího roku spustil podnikatel Leland Stanford se svojí společností California Street Cable Railroad provoz další linky, která jezdila po Kalifornské ulici (California Street). Tato trať je v současnosti nejstarší trasou lanové tramvaje, která je stále v provozu. V roce 1880 zahájila provoz trať Geary Street, Park & Ocean Railway. Dva roky nato byla otevřena Presidio and Ferries Railway, což byla první trať lanové tramvaje, jejíž trasa zahrnovala i zatáčky. Řidič vozidla v těchto zatáčkách povolil unášedlo, aby se „pustilo“ tažného lana, a tramvaj projela zatáčku vlastní setrvačností.
Společnost Market Street Cable Railway otevřela svou první trať v roce 1883. Tato společnost ovládaná železniční společností Southern Pacific Railroad se posléze stala největším provozovatelem lanových tramvají v San Francisku. V době svého největšího rozkvětu provozovala celkem pět linek, které se všechny sbíhaly na Tržní ulici (Market Street), kde měly společnou konečnou stanici u terminálu trajektů (Ferry Building). V době dopravní špičky opouštěly tramvaje tuto konečnou každých 15 sekund.
Roku 1888 otevřela společnost Ferries and Cliff House Railway svoji první dvoukolejnou trať, na jejíž trase je dodnes provozována linka Powell–Mason. Další tratí této společnosti byla trať Powell–Washington–Jackson otevřená ve stejném roce, jejíž úseky dnes využívá linka Powell–Hyde. Společnost Ferries & Cliff House Railway vybudovala také vozovnu pro tramvaje a strojovnu na rohu Washingtonovy a Masonovy ulice, jež slouží dodnes. Ve stejném roce rovněž koupila první tramvajovou trať Clay Street Hill Railroad, kterou v roce 1892 začlenila do nové linky Sacramento–Clay.
Posledním novým provozovatelem lanových tramvají v San Francisku se v roce 1889 stala společnost Omnibus Railroad and Cable Company. Následujícího roku otevřela společnost California Street Cable Railroad dvě nové trasy lanové tramvaje, které jsou posledními zcela novými tramvajovými tratěmi vybudovanými ve městě. Jednou z nich byla linka O'Farrell–Jones–Hyde, jejíž úsek na Hydeově ulici (Hyde Street) zůstává dodnes v provozu jako součást linky Powell–Hyde.
V San Francisku bylo v letech 1873 až 1890 spuštěno celkem 23 linek lanové tramvaje.

### Vývoj pohonu lanových tramvají
Původně uváděly tažná lana do pohybu stabilní parní stroje. Pro své první tři tratě postavila společnost Ferries & Cliff House Railway třípatrovou budovu, v níž stály dva parní stroje na uhlí o výkonu 450 koňských sil (340 kW). Budova měla 56 m vysoký komín, který odváděl těžký černý kouř ze spalovaného antracitového uhlí. Rozšíření provozu si v roce 1890 vyžádalo další dva parní stroje o výkonu 500 koňských sil (370 kW). V roce 1893 činila spotřeba uhlí asi 10 tun denně. Roku 1901 došlo k přeměně pohonu parních strojů z uhlí na mazut, díky čemuž se snížilo množství kouře, takže komín mohl být snížen na 18 m. Tento zkrácený komín dodnes stojí v objektu vozovny při křižovatce ulic Washingtonova a Masonova.
Roku 1912 došlo k elektrifikaci systému, když byl uveden do provozu elektromotor společnosti General Electric o výkonu 600 koní (450 kW). Po instalaci druhého elektromotoru s výkonem 750 koní (560 kW), rovněž od General Electric, v roce 1926 byl veškerý parní provoz v systému ukončen. Se snížením počtu linek lanových tramvají dokázal pak jediný 750koňový elektromotor převzít veškerou práci na provozu všech linek systému. Nevýhodou tohoto řešení bylo, že pokud se porouchalo jediné vozidlo na jedné lince, musely se zastavit tramvaje na všech linkách. Proto bylo v rámci rekonstrukce v roce 1984 každé ze čtyř tažných lan (pro ulice Kalifornskou, Hydeovu, Masonovu a Powellovu) vybaveno vlastním samostatným elektromotorem o výkonu 510 koní (380 kW).

### Úpadek
První elektrické tramvaje byly v San Francisku uvedeny do provozu v roce 1892 zásluhou společnosti San Francisco and San Mateo Electric Railway. K počátku roku 1906 již mnohé ze zbývajících tratí lanových tramvají v San Francisku ovládala společnost United Railroads of San Francisco (známější jako Market Street Railway Company), přestože společnosti California Street Cable Railroad (Cal Cable) a Geary Street Company zůstaly nezávislé. United Railroads of San Francisco (URR) se snažila převést řadu svých lanových tratí na nadzemní elektrickou trakci, což se však setkalo s odporem oponentů, kteří měli námitky proti „ošklivému nadzemnímu vedení“ na hlavních ulicích v centru města.
Veškeré námitky a spory „odstranilo“ zemětřesení v roce 1906. Katastrofické zemětřesení s magnitudou 7,1– 8,3 Mw a následný požár zničily strojovny a vozovny společnosti California Street Cable Railroad i zařízení společnosti United Railroads of San Francisco na Powellově ulici spolu se 117 kabelovými vozidly, jež v nich byla umístěna. Následné soupeření o přestavbu města umožnilo společnosti United Railroads of San Francisco nahradit většinu jejích tratí s lanovými tramvajemi tratěmi s elektrickou trakcí. V roce 1912 zůstalo z původních 23 linek lanové tramvaje již pouze 8 linek. Ve všech případech se jednalo o tratě se strmým sklonem, jež byly pro elektrické tramvaje nesjízdné. Ve 20. a 30. letech 20. století začaly lanové tramvaje na těchto zbývajících linkách ohrožovat vylepšené motorové autobusy, které dokázaly vyjet strmější kopce než elektrické tramvaje. Do roku 1944 přežilo již jen 5 linek s lanovou trakcí – 2 linky na Powellově ulici, jež v té době vlastnilo město, a 3 linky, které vlastnila v té době ještě stále nezávislá společnost California Street Cable Railroad.

### Boj za zachování lanových tramvají

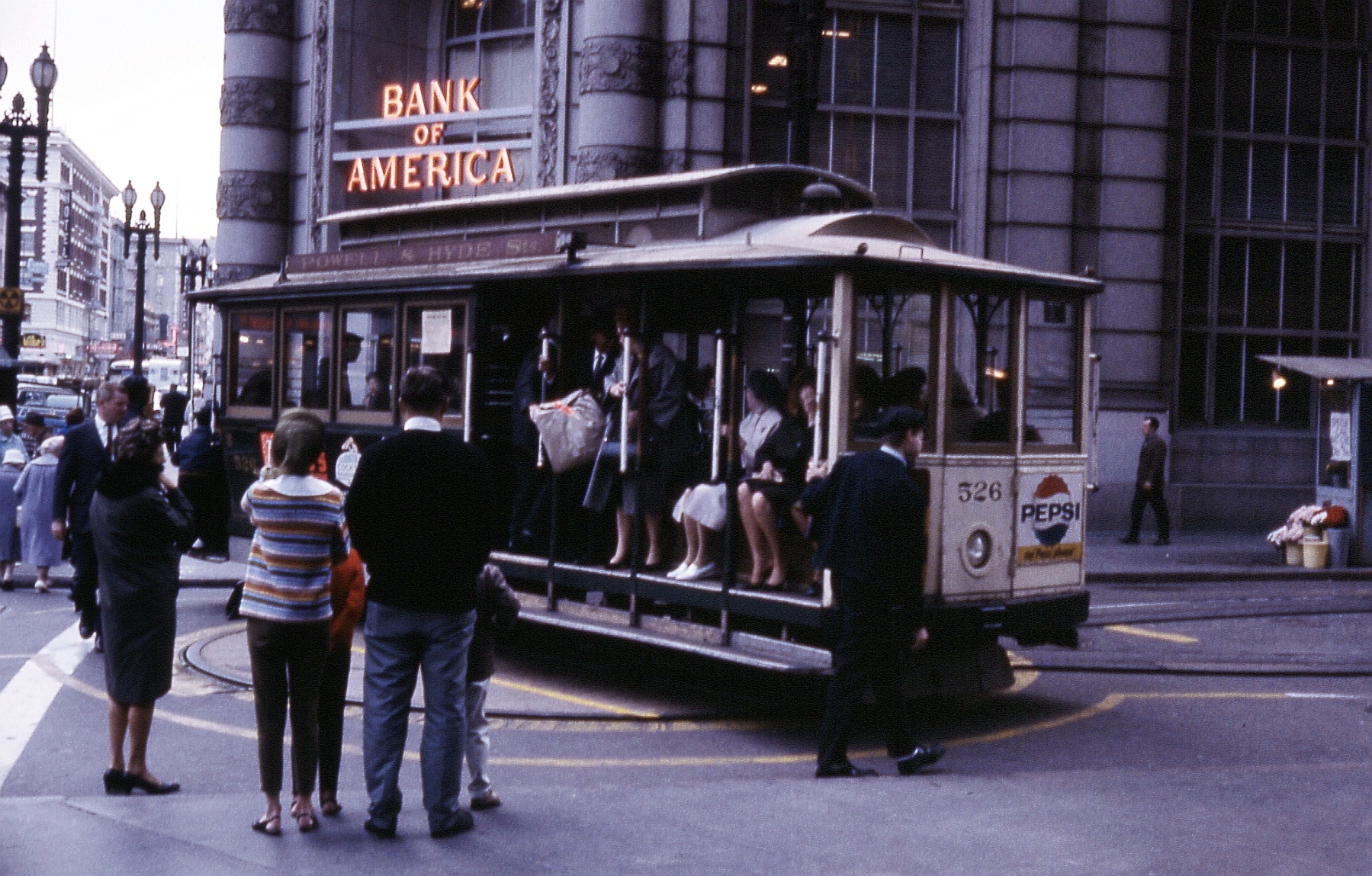
Lanová tramvaj na točně na konečné na křižovatce Trhové a Powellovy ulice v srpnu 1964

Roku 1947 navrhl starosta Roger Lapham uzavření dvou tratí lanové tramvaje, které město vlastnilo, což vyvolalo vznik Občanského výboru pro záchranu lanovek vedeného Friedel Klussmannovou, který si vynutil pořádání referenda o dodatku k zakládací listině města, v němž přesvědčivě zvítězili zastánci lanových tramvají. Vedení města bylo donuceno dál pokračovat v provozu linek na Powellově ulici. V dalším referendu v roce 1949 se podařilo přimět vedení města k získání tratí, jež vlastnil poslední do té doby nezávislý provozovatel, společnost California Street Cable Railroad.
V srpnu 1951 byla totiž California Street Cable Railroad přinucena odstavit svoje tři linky lanových tramvají, protože nebyla schopna platit pojištění. Město tyto tratě odkoupilo a opět je v lednu 1952 otevřelo. Nicméně další referendum, jež mělo zajistit financování údržby trati na Kalifornské ulici a strojovny a vozovny na Kalifornské a Hydeově ulici, v listopadu 1953, selhalo. Dodatek k zakládací listině města se nevztahoval na tratě nově získané od společnosti California Street Cable Railroad. Vedení města proto dál pokračovalo v plánování jejich nahrazení autobusy. Podniky sídlící na náměstí Union Square a v centru města začaly navíc prosazovat plány na přeměnu dopravy na O'Farrellově ulici pro automobily, což zbavilo čtvrť Tenderloin tramvajového provozu na centrální část linky O'Farrell–Jones–Hyde. Výsledkem byl kompromis, jenž dal vzniknou současnému systému: trať California Street od společnosti California Street Cable Railroad, trať Powell-Mason, která již byla ve vlastnictví města, a třetí, hybridní linka vytvořená naroubováním úseku Hyde Street trati O'Farrell–Jones–Hyde společnosti California Street Cable Railroad na zkrácenou trať Powell-Washington-Jackson, nyní známou jako Powell-Hyde.
Toto řešení si vyžadovalo určitou přestavbu, aby bylo možné převést kolejiště a konečnou stanici na Hydeově ulici na provoz jednosměrných vozů linky Powell-Washington-Jackson a také aby se dal celý systém obsluhovat z jedné vozovny a strojovny. Navzdory změnám zůstala velká část systémové infrastruktury od doby zemětřesení nezměněna.

### Rekonstrukce

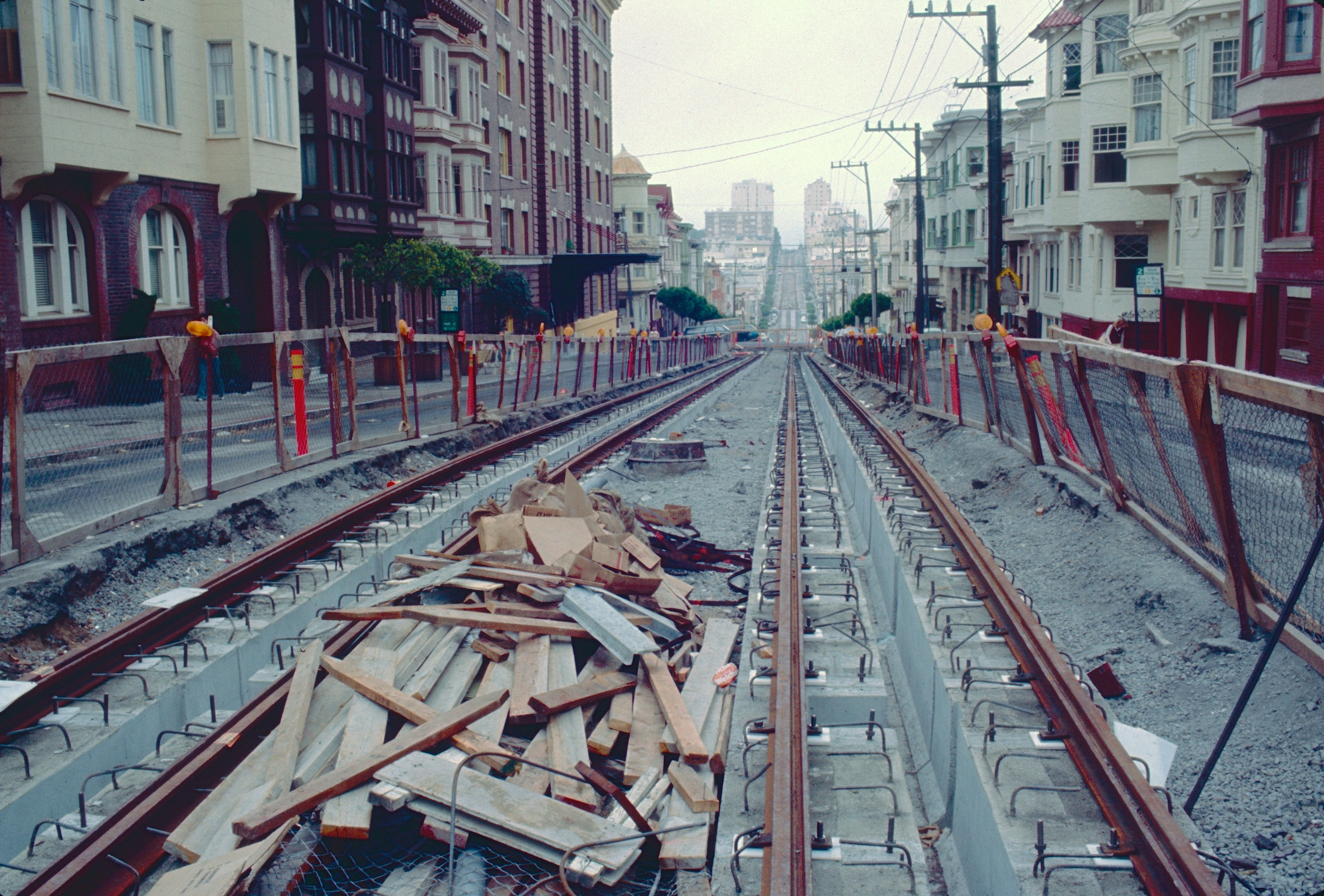
Hydeova ulice během rekonstrukčních prací v roce 1983

K roku 1979 přestal být systém lanových tramvají bezpečný. Nutně potřeboval rozsáhlou rekonstrukci, jejíž délka se odhadovala na sedm měsíců. Odborné technické hodnocení, jež toto zjištění následovalo, dospělo k závěru, že je třeba provést komplexní přestavbu, jejíž cena byla stanovena na 60 milionů dolarů, což je ekvivalent 260 milionům USD v roce 2024. Poté co se starostce Dianne Feinsteinové podařilo získat federální financování pro většinovou část prací, mohl být v roce 1982 systém lanových tramvají uzavřen a započalo se s rekonstrukcí. Práce zahrnovaly výměnu kolejí a kanálů pro tažná lana v rozsahu 69 městských bloků, přestavbu strojovny a vozovny při zachování původních vnějších cihlových zdí, nový pohonný systém a opravu nebo přestavbu 37 tramvajových vozidel. Celý systém byl opětovně spuštěn 21. června 1984, takže mohl těžit z publicity, která doprovázela pořádání Celostátního předvolebního sjezdu Demokratické strany v San Francisku.

### Nedávná historie

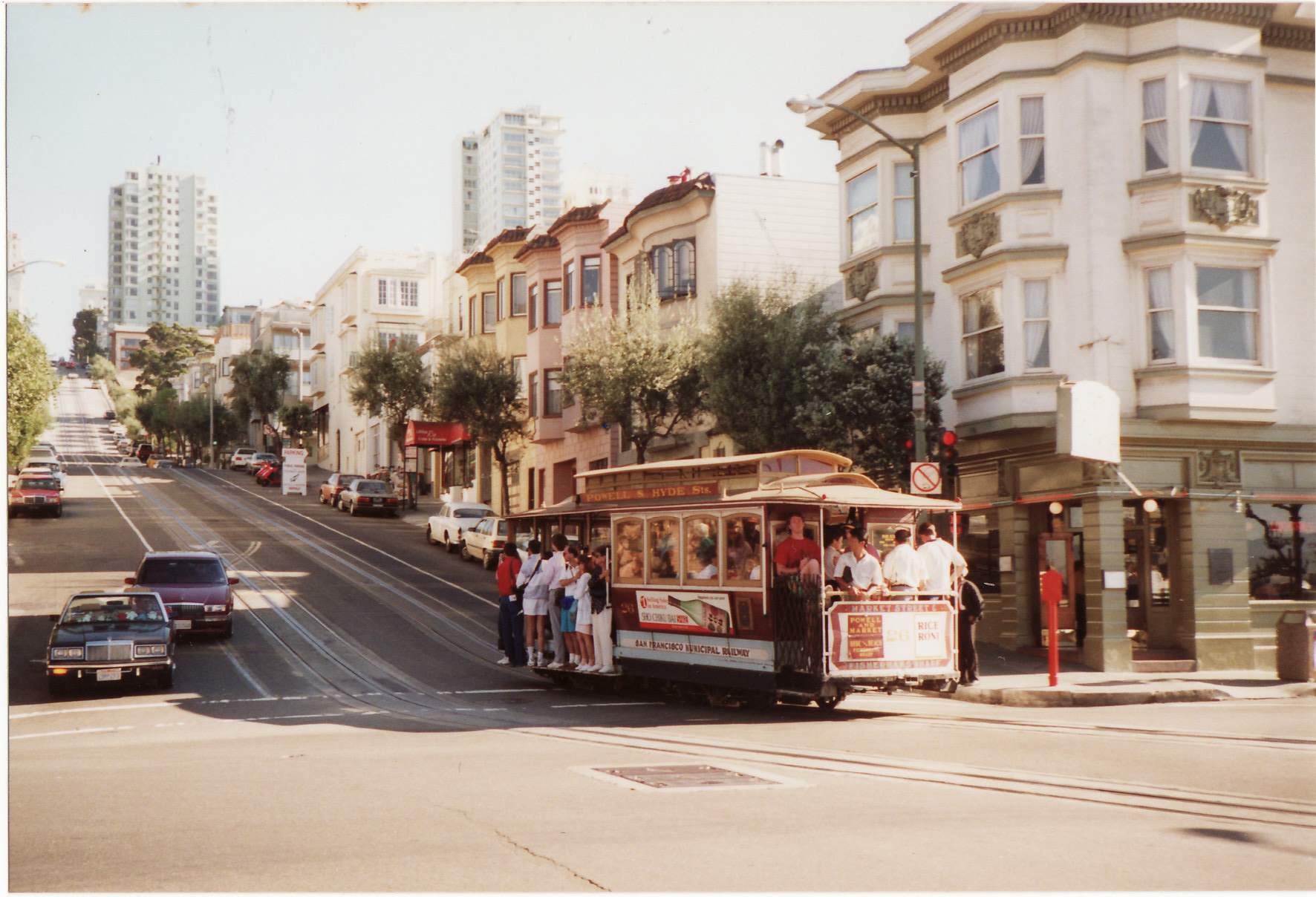
Lanová tramvaj na Hydeově ulici v roce 1990

Sanfranciský dopravní podnik (San Francisco Municipal Railway) systém od roku 1984 neustále modernizuje. Provedl nejen přestavbu historických tramvají, ale nechal vyrobit i zcela nová vozidla, jež doplnila stávající vozový park. Došlo rovněž na výstavbu nového terminálu a točny na konečné na křížení Hydeovy a Plážové ulice (Beach Street) a rekonstrukci točny na konečné na křižovatce Powellovy a Tržní (Market) ulice.
V letech 2017 a 2019 se systém dočkal druhé, avšak méně rozsáhlé rekonstrukce. Během těchto dvou let dopravní podnik zrenovoval převodový systém tažných lan, jenž byl v provozu od předchozí rekonstrukce v roce 1984.
V březnu 2020 musel být celý systém nuceně odstaven. Důvodem byla nutnost ochránit řidiče lanových tramvají před pandemií covidu-19, jelikož tato vozidla nejsou na rozdíl od městských autobusů, které jezdily dál, vybavena samostatnou kabinou, jež by oddělovala řidiče od cestujících. Provoz na všech třech linkách byl v omezené podobě obnoven 2. srpna 2021. Provoz v plném rozsahu byl spuštěn 4. září.
Porucha ventilu aktivovala 9. září 2021 protipožární systém, čímž došlo k vypnutí přívodu elektrické energie do strojovny. Fungování celého systému bylo obnoveno 18. září.

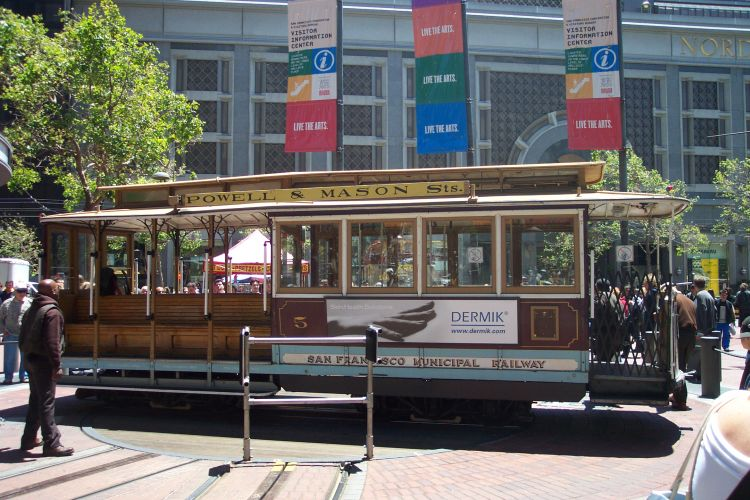
Vozidlo lanové tramvaje na točně na křížení Powellovy a Tržní ulice (Powell & Market).
Vozidlo linky Powell-Mason na Pamětní točně Friedel Klussmannové
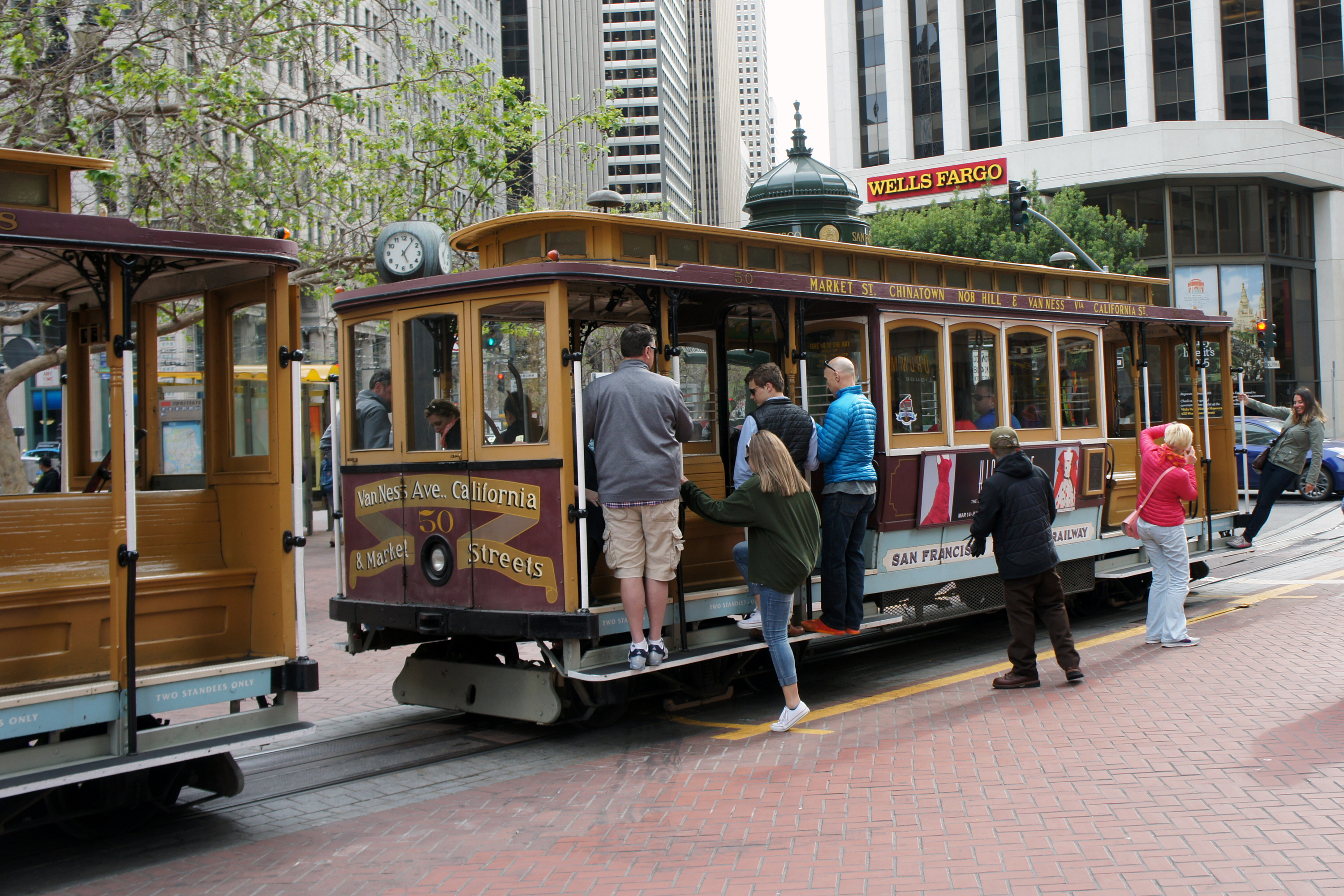
Lanové tramvaje na konečné linky California Street
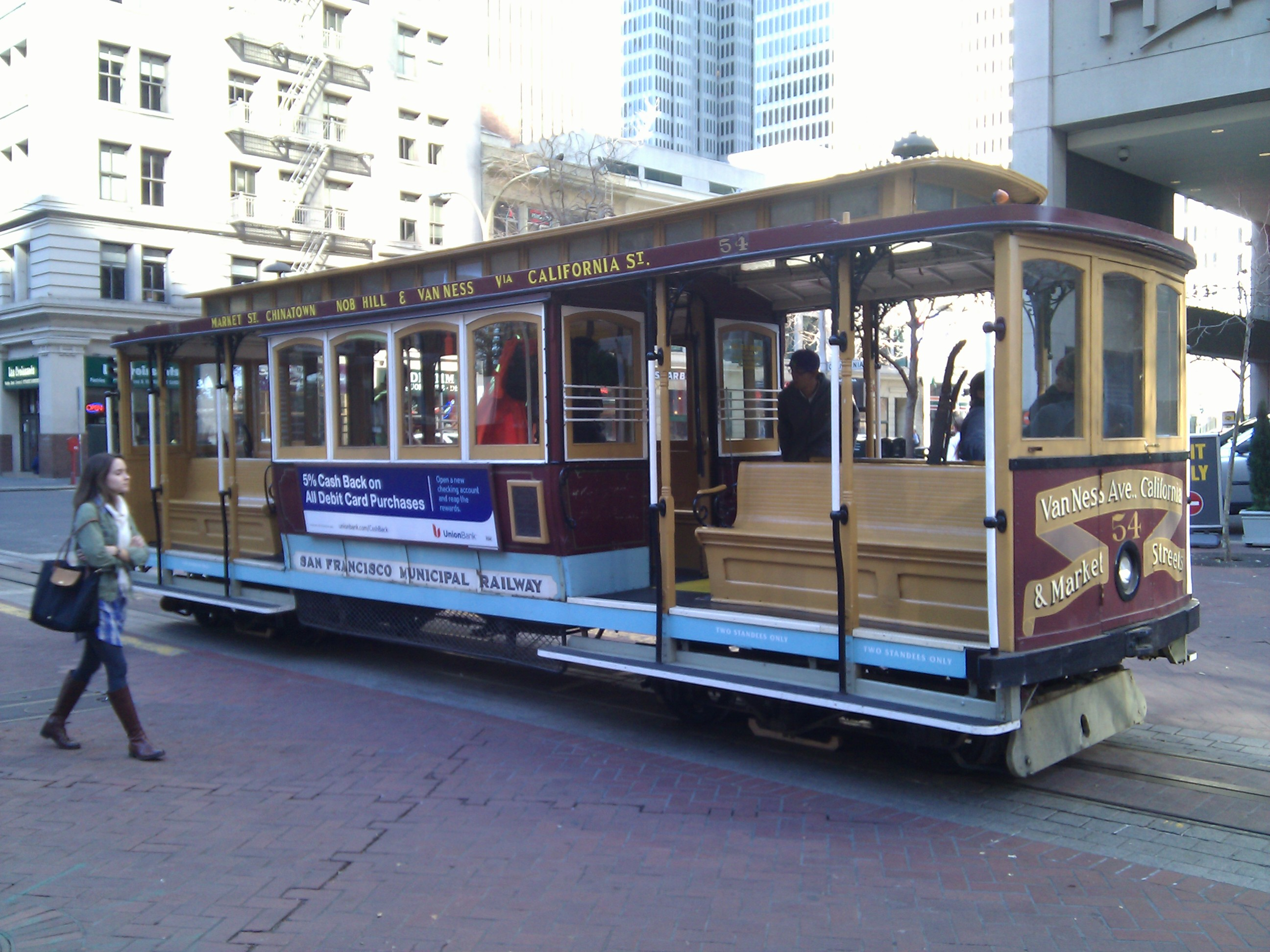
Pohled do prázdné tramvaje s dobře viditelnou ovládací pákou v přední části vozidla
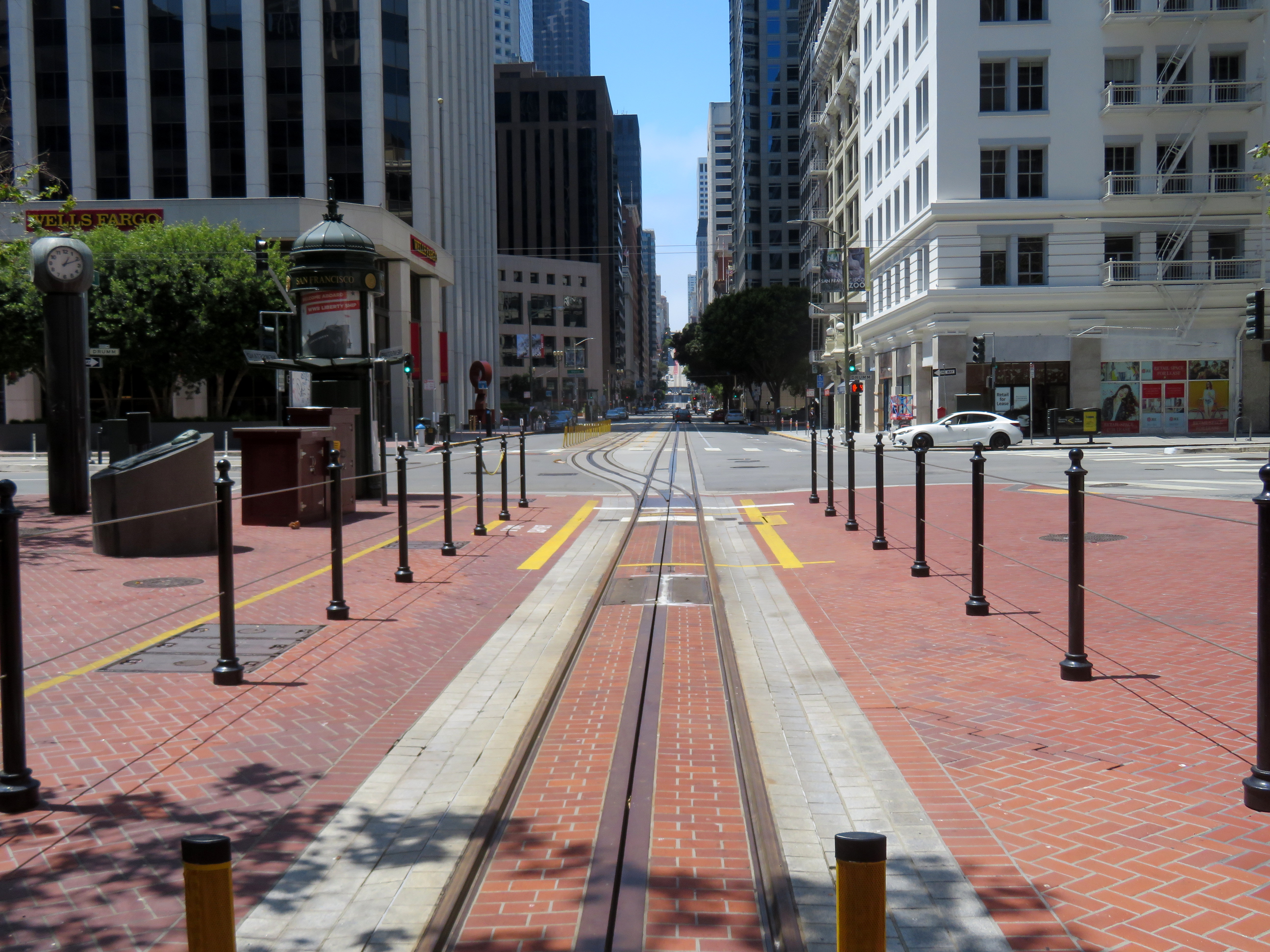
Prázdná konečná na Kalifornské ulici za pandemie covidu-19 v roce 2020

## Provoz

### Lana a unášedlo
Pohon lanových tramvají obstarává nepřetržitě se pohybující drátěné lano vedené pod povrchem vozovky. Jeho pohyb se na vozidlo přenáší pomocí svěracího zařízení neboli unášedla, jež vyčnívá z vozidla a zasahuje do kanálu pro tažné lano, který je veden mezi kolejemi. Každé tažné lano má průměr 3,2 cm a běží konstantní rychlostí 15,3 km/h. Prostřednictvím soustavy samočinně nastavovacích kladek ho pohání elektromotor s výkonem 510 koní (380 kW) umístěný v centrálně situované strojovně (viz níže). Tažné lano je tvořeno šesti ocelovými prameny, z nichž každý sestává z 19 drátů. Prameny jsou omotány kolem sisalového jádra lana, což umožňuje jeho snadnější uchopení. Lano je pro snížení opotřebení a tření pokryto vrstvou syntetického maziva. Dříve se k mazání tažných lan používal borovicový dehet. Tramvajová vozidla se podle potřeby zastavují a rozjíždějí uvolněním a uchopením tohoto lana. Čelisti unášedla vyvíjejí na tažné lano tlak až 210 000 kilopascalů (kPa). Vzhledem k jejich značnému opotřebení se musejí měnit již po třech dnech používání.
Existují čtyři samostatná tažná lana – první, dlouhé 4900 m, a druhé, s délkou 3100 m, slouží pro samostatné úseky tratí Powell-Hyde a Powell-Mason, třetí, o délce 2800 m, pak obstarává jejich společný úsek na Powellově ulici. Poslední, čtvrté lano, jehož délka činí 6400 m, využívá trať na Kalifornské ulici (California Street Line).

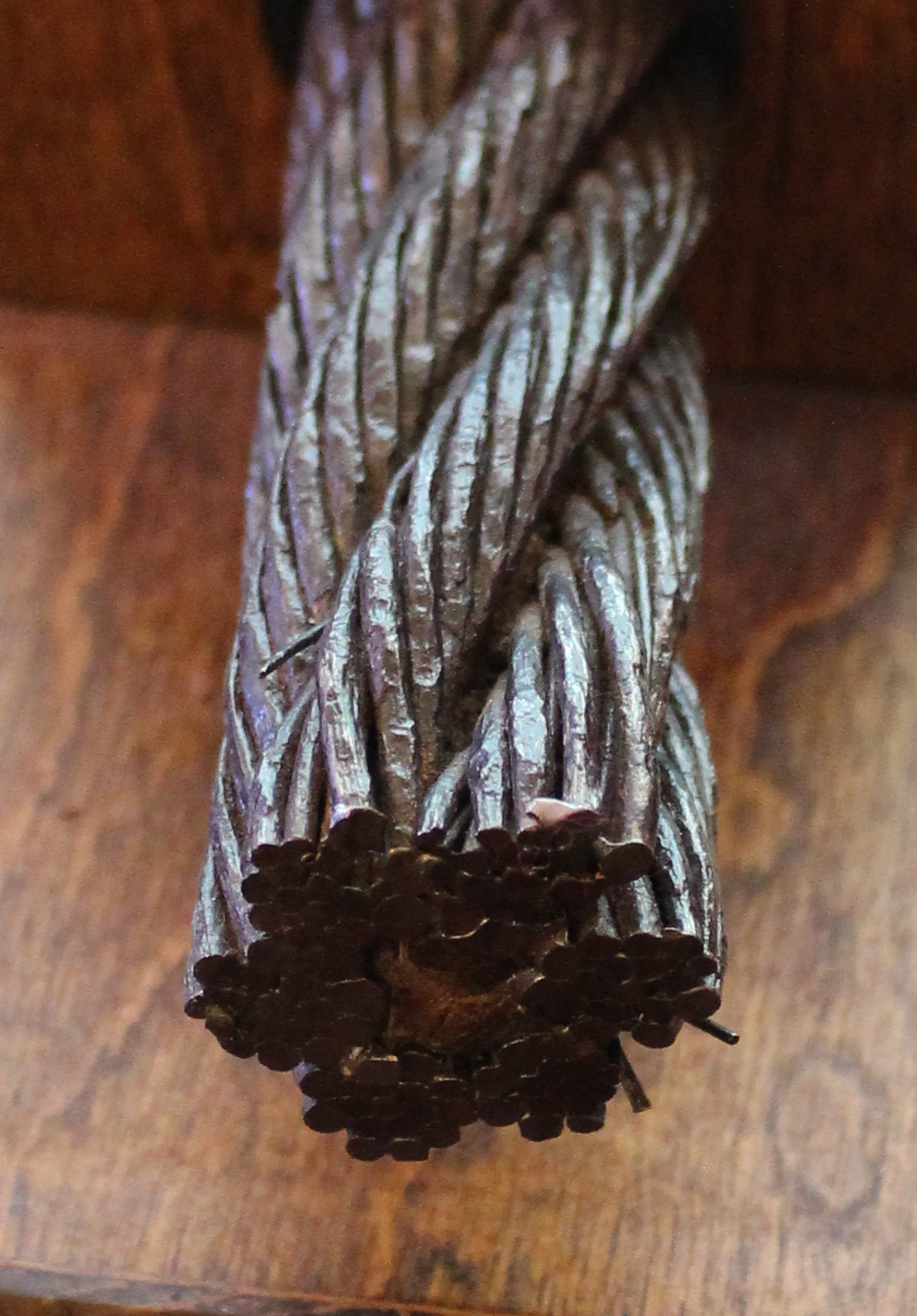
Část tažného lana používaného kolem roku 1900 na dnes již nefungující trati na Hayesově ulici
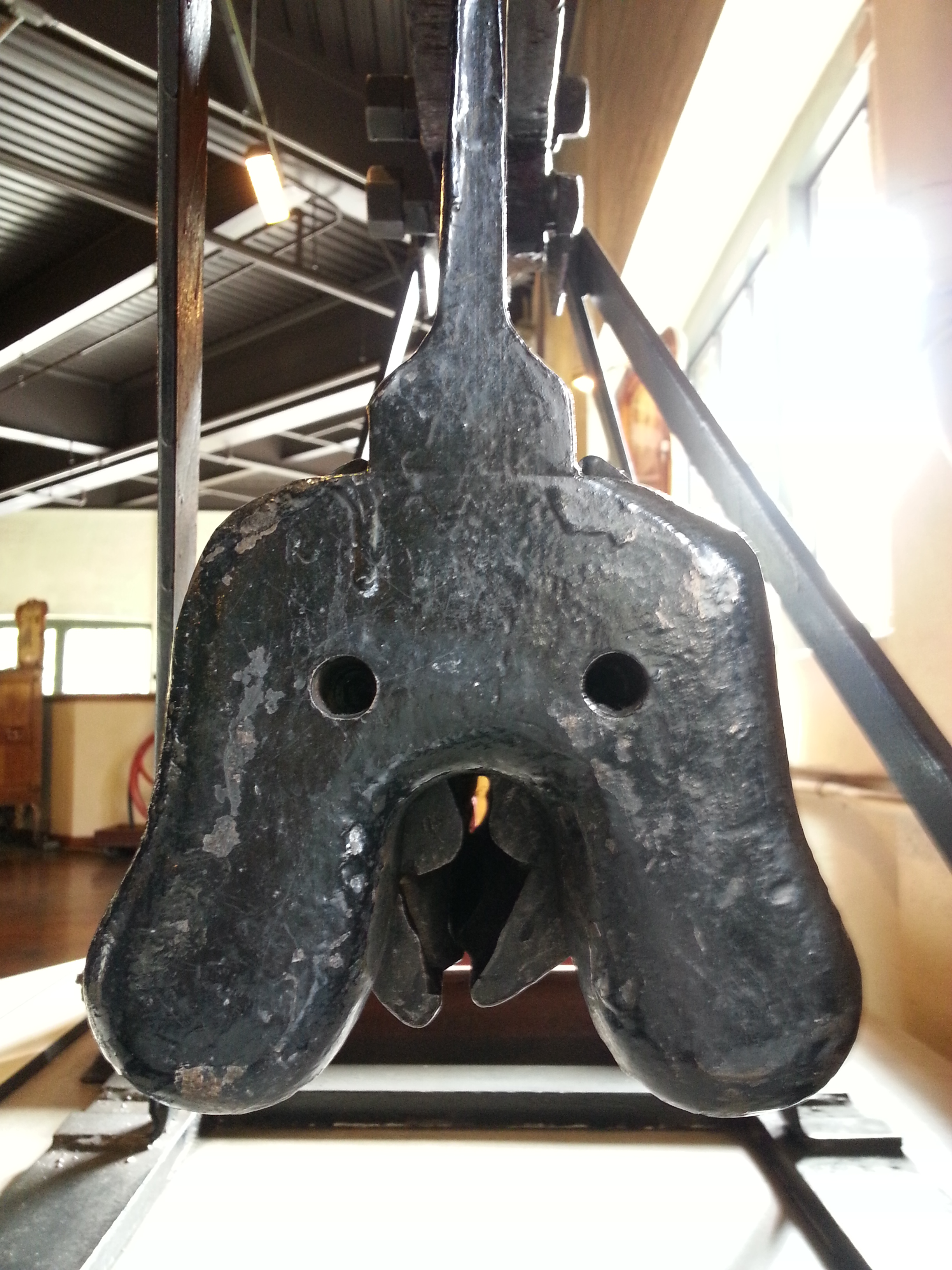
Unášedlo, které zachytává a svírá tažné lano.
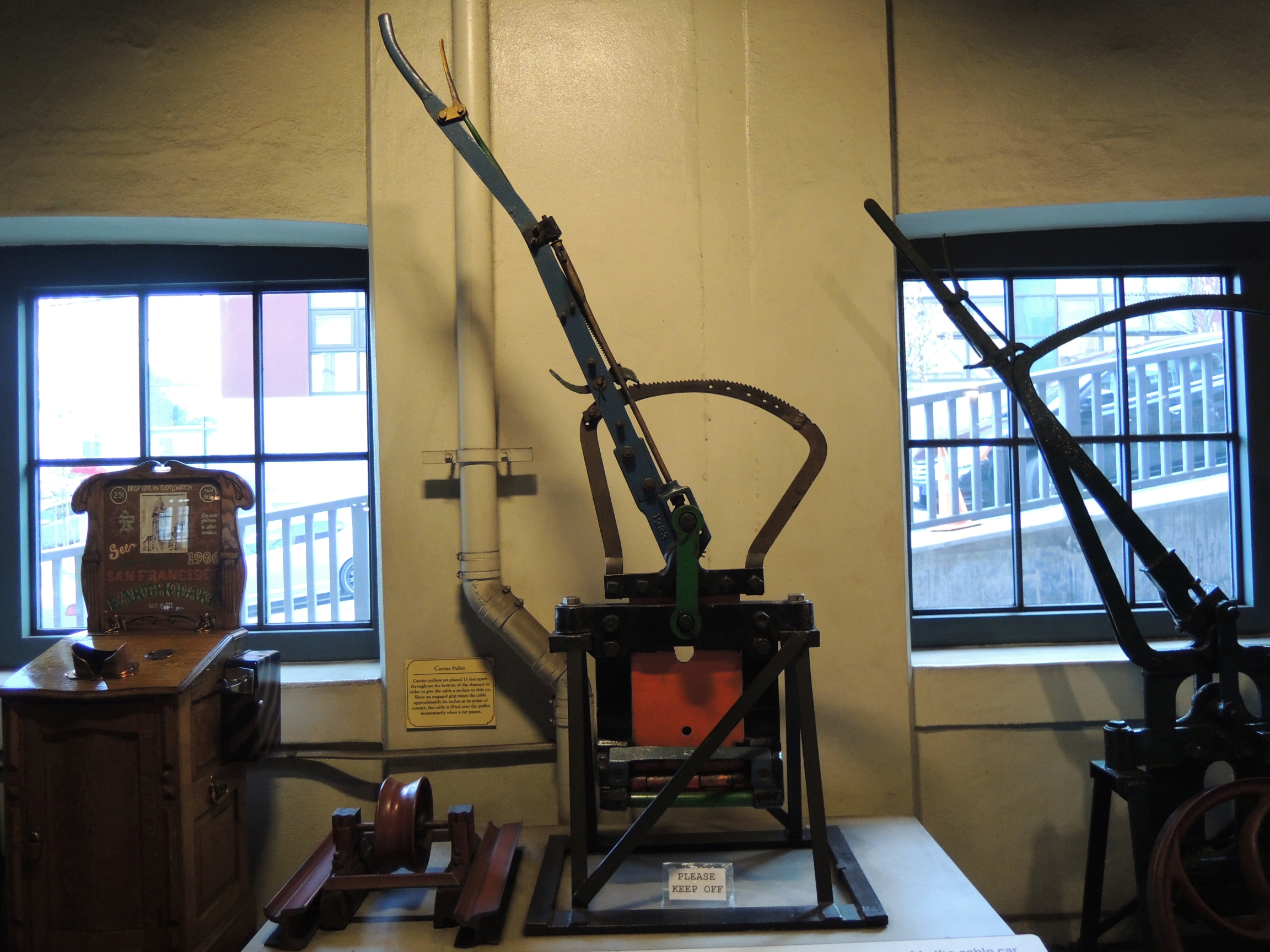
Páka ovládající unášedlo vymontovaná z vozidla
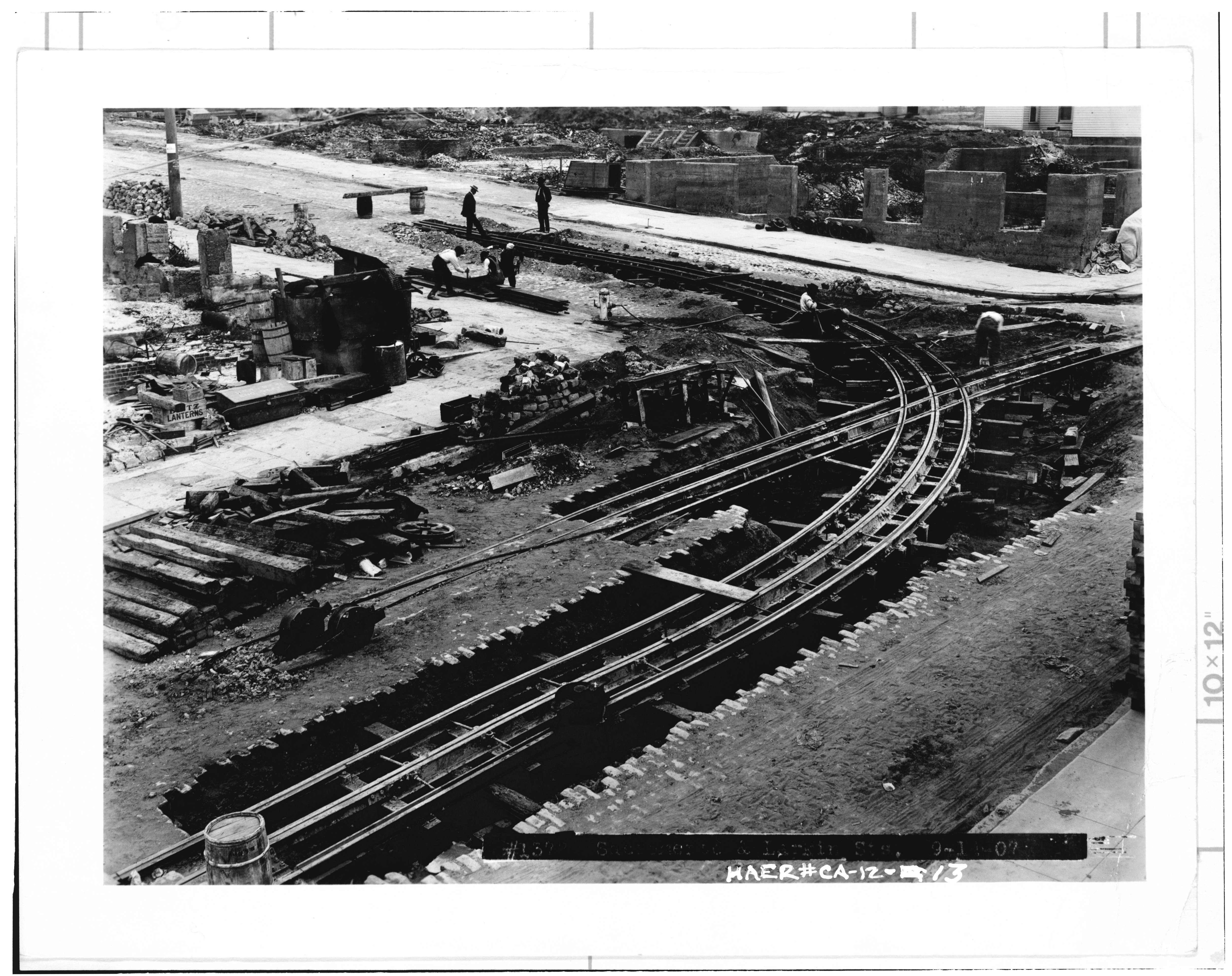
Rekonstrukce trati v roce 1907. Mezi kolejemi je zřetelně vidět kanál pro tažné lano.

### Brzdy

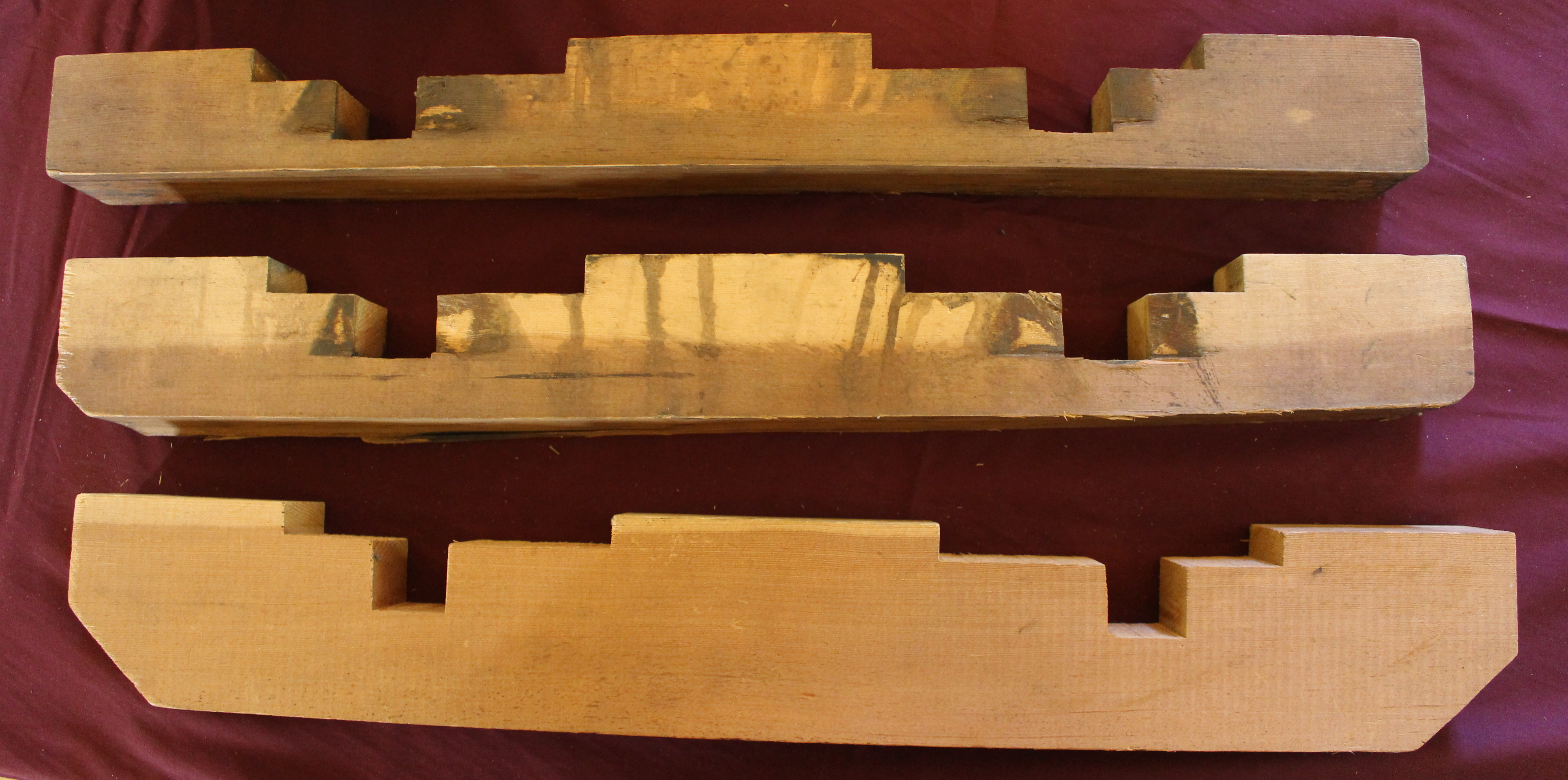
Brzdové špalíky lanové tramvaje ve třech různých stádiích použití – nahoře téměř na konci životnosti a dole zcela nové

Kromě samotného kabelu (který omezuje rychlost vozidel při jízdě z kopce) používají lanové tramvaje tři samostatné brzdové systémy:
- Kovové špalíkové brzdy na kolech. Jednosměrné vozy používané na linkách Powell–Mason a Powell–Hyde mají nožní pedál, ovládaný obsluhou, který přibrzdí přední kola, a páku, ovládanou průvodčím, která aktivuje brzdy na zadních kolech. Na obousměrných vozech, které jezdí po Kalifornské ulici (linka California St.) jsou pedály poblíž obou pák unášedla, jeden ovládaný řidičem, druhý průvodčím.[24]

- Dřevěné brzdové špalíky, které se přitisknou ke kolejím, když řidič zatáhne za páku.[25] Tyto čtyři špalíky jsou zhotoveny z jedlového dřeva a při provozu mohou vydávat zápach hořícího dřeva.[26] Musí se vyměňovat již po několika dnech provozu.[24]

- Nouzová brzda, kterou tvoří kus oceli, přibližně 40 mm silný a 460 mm dlouhý, zavěšený pod vozem. Když řidič zatáhne za červenou páku, zatlačí se do kanálu pro tažné lano.[24] Zaklíní se do něj tak pevně, že se často se musí vyjmout pomocí svářečky.[24]

### Elektrický systém
V průběhu let byly lanové tramvaje dovybaveny doplňkovým elektrickým zařízením, jako jsou světlomety, vnitřní osvětlení, sledovací systém GPS a kamery. Jelikož však u nich neexistuje na rozdíl od většiny moderních vlaků žádný způsob, jak vyrábět energii ve vozidle, musejí místo toho používat velké baterie, které se dobíjejí ve vozovně. V roce 2018 byly proto žárovky používané do světlometů a pro vnitřní osvětlení nahrazeny LED žárovkami, jež zvýšily viditelnost pro obsluhu a mají nižší příkon, takže se baterie pomaleji vybíjejí.

### Tramvajová síť

Diagram linek lanových tramvají

Současná síť lanových tramvají se skládá ze tří tras:
- Trať Powell–Mason neboli Powellova–Masonova ulice, též linka 59 či PM,[28] sleduje zpočátku společnou trasu s linkou Powell–Hyde. Od konečné na křižovatce Powellovy a Tržní ulice (Market Street) vede strmě do kopce přímo na sever, než na hřebenu kopce na Kalifornské ulici překříží trať California Street line. Jakmile tramvajový vůz přejede Kalifornskou ulici, pokračuje dál tři a půl bloku z kopce bez lana, dokud se trati nerozdělí a vůz neodbočí doleva na jednosměrnou Jacksonovu ulici (Jackson Street) – tramvaje jedoucí v opačném směru používají souběžnou Washingtonovu ulici (Washington Street). Trať se poté stáčí na sever, opět se spojuje s protisměrnou tratí a pokračuje z kopce po Masonově ulici. Krátce projede po diagonále vlevo po Kolumbusově třídě (Columbus Avenue) a poté po Taylorově ulici až ke konečné na křižovatce Taylorovy se Zálivní ulicí (Bay Street) čili Taylor and Bay terminal. Tato konečná stanice se nachází dva bloky jižně od turisty oblíbeného přístaviště Fisherman's Wharf a je nejblíž obchodnímu centru Molo 39 (Pier 39), které je rovněž turistickou atrakcí. Stejně jako je tomu v případě trati Powell-Hyde, také zde jsou na obou konečných ručně ovládané točny, jež slouží k otočení jednosměrného tramvajového vozu do protisměru. Trať Powell–Mason je v provozu od roku 1888.[29]

- Trať Powell–Hyde neboli Powellova–Hydeova ulice, též linka 60 či PH,[28] sleduje zpočátku společnou trasu s linkou Powell–Mason. Od konečné na křižovatce Powellovy a Tržní ulice (Market Street) vede strmě do kopce přímo na sever, než na hřebenu kopce na Kalifornské ulici překříží trať California Street line. Jakmile tramvajový vůz přejede Kalifornskou ulici, pokračuje dál tři a půl bloku z kopce bez lana, dokud se trati nerozdělí a vůz neodbočí doleva na jednosměrnou Jacksonovu ulici (Jackson Street) – tramvaje jedoucí v opačném směru používají paralelní Washingtonovu ulici (Washington Street). Tramvaje na této lince pokračují dál do kopce po Jacksonově ulici až k hřebeni na Hydeově ulici. Zde se trať opět stáčí na sever a kolem křivolaké Lombardské ulice (Lombard Street) pak vede strmě z kopce dolů po Hydeově ulici (s klesáním 21 % jde o nejstrmější úsek sanfranciského systému lanových tramvají)[12] až ke konečné na křižovatce Hydeovy s Plážovou ulicí (Beach Street) čili Hyde and Beach terminal. Konečná sousedí s nábřežím u Sanfranciského mořského národního historického parku (San Francisco Maritime National Historical Park) a s Ghirardelliho náměstím (Ghirardelli Square). Stejně jako je tomu v případě trati Powell–Mason, také zde jsou na obou konečných ručně ovládané točny, jež slouží k otočení jednosměrného tramvajového vozu do protisměru. Trať v dnešní podobě vznikla v roce 1957 spojením částí tratí O'Farrell–Jones–Hyde a Washington–Jackson. Jelikož linka Powell–Hyde nabízí na své trati úžasný výhled na ostrov Alcatraz, projíždí kolem křivolaké Lombardské ulice a končí poblíž oblíbených turistických cílů, je mezi turisty nejoblíbenější a často se musí dlouho čekat, než se dá do vozu nastoupit.

- Trať California Street neboli Kalifornská ulice, též linka 61 či C,[30] vede východním a západním směrem po Kalifornské ulici. Od konečné na křižovatce Kalifornské a Tržní ulice poblíž proslaveného nábřeží Embarcadero až k Van Nessově třídě (Van Ness Avenue). Tramvajové vozy, které jezdí po Kalifornské ulici, jsou delší a obousměrné, s pákami ovládajícími unášedlo na obou koncích. Mohou tedy jezdit po trati sem a tam a není třeba, aby se musely na konečné otáčet. Místo toho se koleje na konečné sbíhají do jediné. Trať bývala kdysi mnohem delší, vedla od křižovatky Kalifornské a Tržní ulice až k třídě Presidio (Presidio Avenue), ale provoz západně od Van Nessovy třídy byl v roce 1954 zrušen.[31][32] Čas od času sice zaznívají výzvy k obnovení tratě v její původní délce, ale prozatím nebylo navrženo nic seriózního. Tato trať vede pouze po Kalifornské ulici. Nejdřív stoupá do kopce k vrcholu Nob Hill neboli Kopci nabobů, poté sjíždí v mírném klesání ke konečné na Van Nessově třídě. Tuto tramvajovou linku využívají ve větší míře lidé dojíždějící do města do práce, takže ve všední dny tvoří většinu cestujících právě oni.[29]

Z Kalifornské ulice vede Hydeovou ulicí také manipulační trať, jež se na křižovatce Hydeovy a Washingtonovy ulice napojuje na trať Powell-Hyde. Toto spojení umožňuje tramvajím z trati California Street, aby se dostaly do vozovny.
Na křížení tratí na křižovatce Kalifornské a Powellovy ulice kontroluje provoz malá signalizační věž. V letech 1907, 1937, 1967, a 2020–2021 byla různě přestavována.

### Vozidla

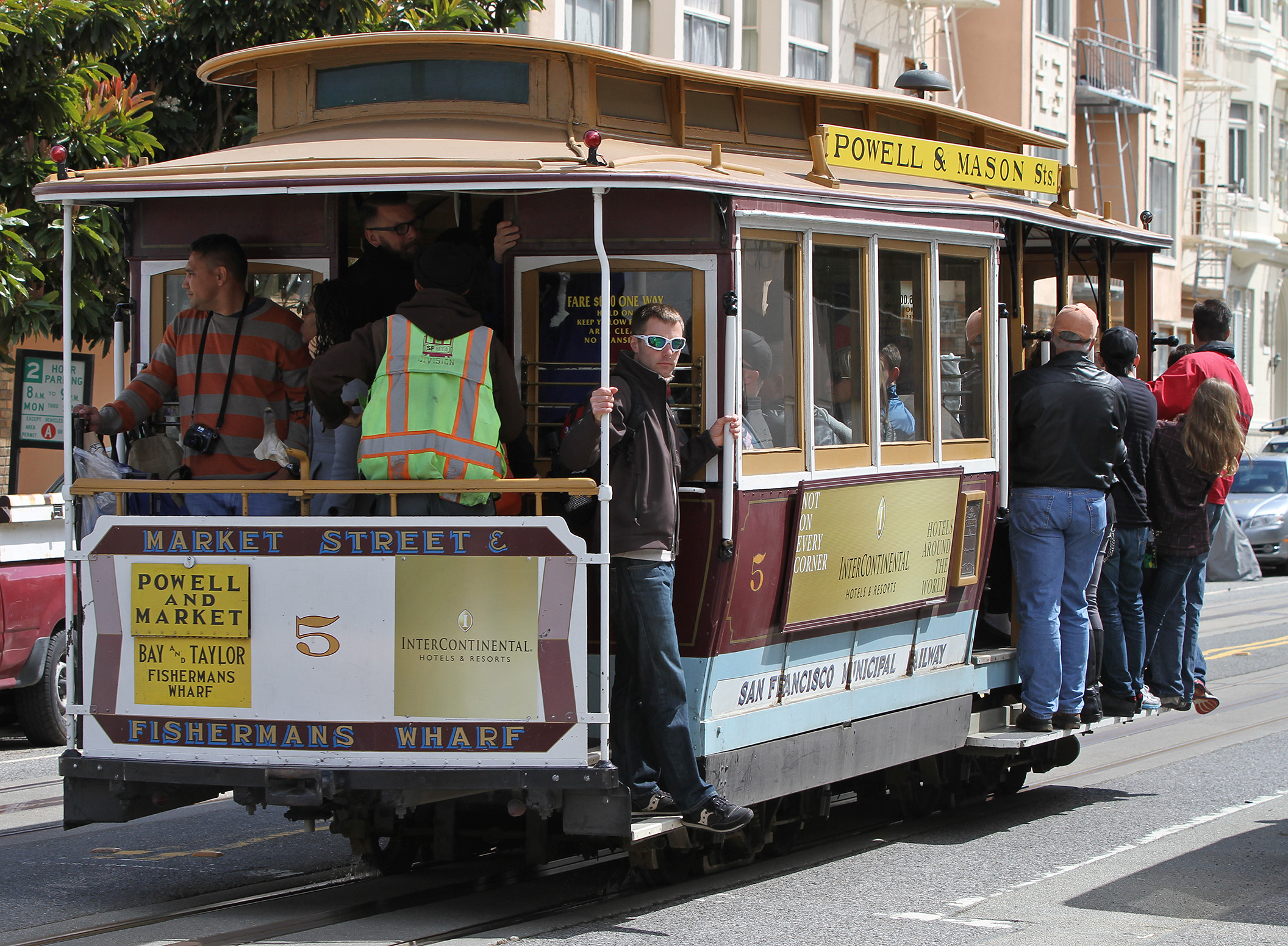
Jednosměrný tramvajový vůz na Masonově ulici zezadu

V době provozu systému se na tratích střídá celkem 27 lanových tramvají. V San Francisku jezdí dva druhy těchto vozidel:
- Jednosměrné tramvajové vozy jezdí na tratích the Powell–Hyde a Powell–Mason. Tyto vozy mají otevřenou přední část s ven směřujícími sedadly umístěnými po stranách prostoru s pákami, jimiž ovládá řidič unášedlo a různé brzdy. Zadní část vozu je uzavřená, má sedadla obrácená dovnitř a vstupuje se do ní z obou stran. Vzadu je malá plošina. Vozy jsou 8,4 m dlouhé, 2,4 m široké a 7000 kg těžké. Pojmou celkem 60 cestujících, z toho 29 sedících.[34] Na každé konečné se tyto vozy musí ručně otočit do protisměru, proto jsou konečné vybaveny točnami. Většina těchto vozů byla vyrobena nebo přestavěna v dílnách Sanfranciského dopravního podniku.

- Obousměrné tramvajové vozy jezdí na trati California Street. Tyto vozy jsou poněkud delší, mají na obou koncích otevřené části s ovládacími pákami a uprostřed uzavřenou sekci. Jsou 9,2 m dlouhé, 2,4 m široké a 7600 kg těžké. Pojmou celkem 68 cestujících, z toho 34 sedících.[35] Trať California Street nemá na konečných točny, proto po ní mohou jezdit pouze obousměrné vozy. Některé z nich jsou bývalé tramvajové vozy z trati O'Farrell–Jones–Hyde, další byly zhotoveny v dílnách Sanfranciského dopravního podniku.

Na tratích Powell–Hyde a Powell–Mason jezdí celkem 28 jednosměrných vozů, trať California Street obstarává 12 obousměrných vozů. Oba typy tramvajových vozů mají dvojici podvozků s dvěma dvojkolími, jež odpovídají úzkému rozchodu 1067 mm.
Tramvajové vozy se čas od času nahrazují novými nebo restaurovanými vozidly. Vyřazené vozy pak putují do skladiště, kde čekají, až na ně přijde řada s celkovou opravou. V muzeu lanových tramvají jsou uloženy dva historické tramvajové vozy číslo 19 a 42, které sloužily na tratích Sacramento–Clay a O'Farrell–Jones–Hyde.

### Vozovna, strojovna a muzeum

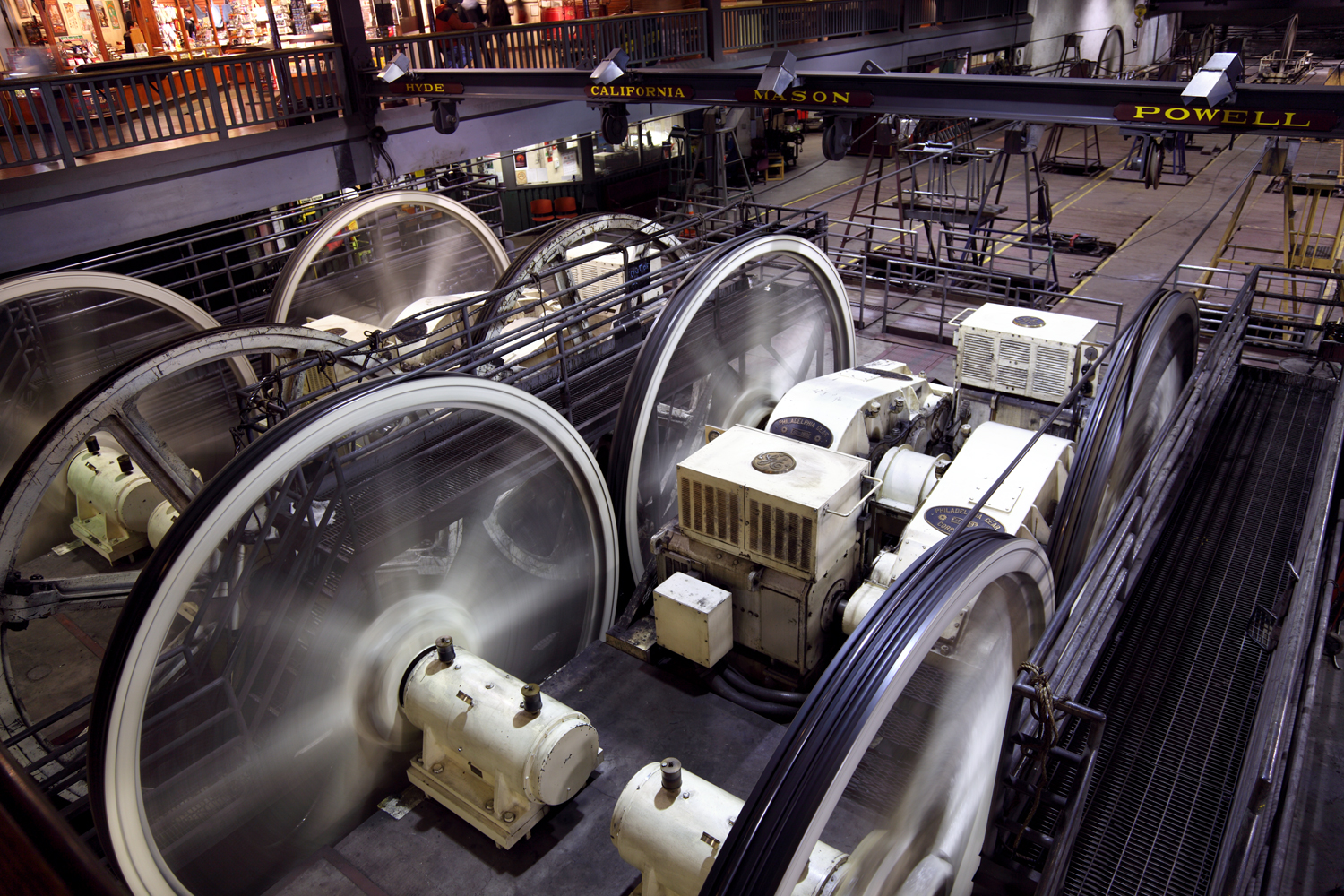
Pohle do strojovny

Vozovna lanových tramvají se nachází mezi Washingtonovou a Jacksonovou ulicí, v kopci mezi místy jejich křížení s Masonovou ulicí. Tramvaje couvají do vozovny z Jacksonovy ulice a vyjíždějí z ní na Washingtonovu, přičemž oba tyto manévry zvládají jízdou setrvačností z kopce. Aby se zajistilo, že jednosměrné tramvajové vozy vyjedou z vozovny ve správné pozici, je v ní umístěna čtvrtá točna. Pohyb tramvajových vozů po vozovně zajišťuje traktor.
Ve stejné budově jako vozovna je umístěna i strojovna a Muzeum lanové tramvaje. Vstup do muzea je z nároží Washingtonovy a Masonovy ulice. Nachází se v něm několik dochovaných historických lanových tramvají a řada dalších menších exponátů. Mezi vystavená historická vozidla patří například:
- nákladní vůz č. 46 a přívěs č. 54 ze 70. let 19. století, které jezdily po trati Sutter Street Railway
- nákladní vůz č. 8, jediný dochovaný vůz první společnosti lanové tramvaje Clay Street Hill Railroad

Návštěvník si v muzeu může z galerie prohlédnout i zařízení strojovny a sestoupit pod křižovatku Washingtonovy a Masonovy ulice a pohlédnout do velkého sálu, odkud jsou přes soustavu kladek vedena tažná lana na ulici. Mimoto je zde i obchod se suvenýry.

### Osádka
Tramvaj ovládá řidič, jehož práce vyžaduje sílu, koordinaci a vyrovnanost. Musí umět uchopit a uvolnit tažné lano tak, aby nedošlo k cukání vozu, znát body, kde musí lano uvolnit, aby mohla tramvaj přejet přes křížení tras nebo přes místa, kde lano nesleduje koleje, a udržovat bezpečný odstup od ostatního provozu.
Průvodčí vybírá jízdné, řeší tlačenici cestujících a v některých kopcích ovládá brzdy zadních kol.

## Zajímavost
Každoročně se druhý nebo třetí čtvrtek v červenci na náměstí Union Square koná soutěž mezi tramvajovými osádkami ve zvonění lanových tramvají. Předchází jí předkolo konané v předposledním nebo posledním červnovém týdnu, jež určí, které osádky postoupí do finále na Union Square.